# Nazımiye
Nazımiye là một huyện thuộc tỉnh Tunceli, Thổ Nhĩ Kỳ. Huyện có diện tích 550 km² và dân số thời điểm năm 2007 là 4374 người, mật độ 8 người/km².